# Distretto del Saramacca
Saramacca è uno dei 10 distretti del Suriname con 17 251 abitanti al censimento 2012.
Il distretto è noto per l'abbondanza di uccelli, vi si recano ornitologi e birdwatchers di tutto il mondo per osservare le colonie di tucani, pappagalli e galletti di roccia.

## Geografia antropica

### Suddivisioni amministrative

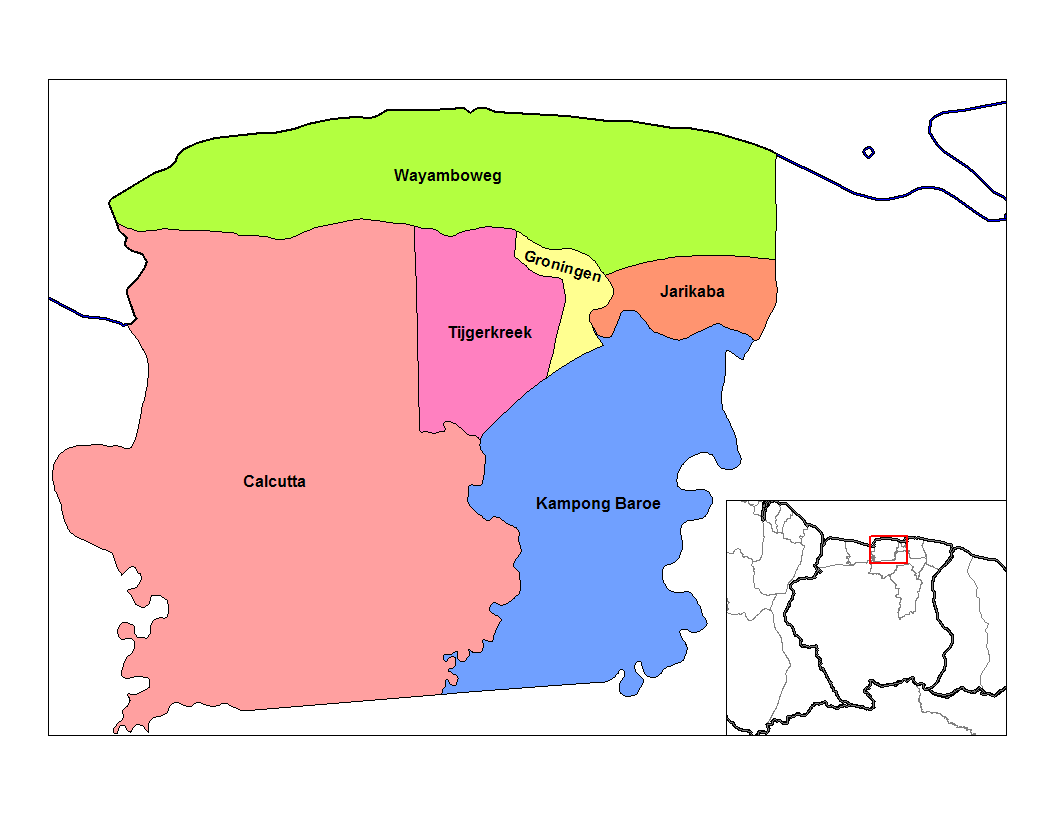
Comuni del distretto di Saramacca

Il distretto di Saramacca è diviso in 6 comuni (ressorten):
- Calcutta
- Groningen
- Jarikaba
- Kampong Baroe
- Tijgerkreek
- Wayamboweg